# 酔いどれ詩人になるまえに
『酔いどれ詩人になるまえに』（原題：Factotum）は、2005年制作のアメリカ合衆国・ノルウェーの映画。
チャールズ・ブコウスキーの自伝的小説『勝手に生きろ!』（河出書房新社・刊）の映画化。2005年コペンハーゲン国際映画祭最優秀監督賞（ベント・ハーメル）、ゴールデンスワン賞（主演女優賞）（リリ・テイラー）受賞。

## あらすじ
ヘンリー・チナスキーは作家志望だが、住む家も金もなく、様々な職に就くがどれも長く続かず、原稿を出版社に送っても一向に相手にされず、飲んだくれの日々を過ごしている。
ある日、いつものようにバーで飲んでいたヘンリーは、ジャンという女と出会う。ヘンリーはたちまちジャンと意気投合し、彼女の家に転がり込む。
しかしやがて、ヘンリーはジャンのもとを去り、バーで出会った新しい女ローラの家に行った。そこにはオペラ作家のパトロンと数人の女がいて、ヘンリーは彼らから歓迎を受け、仲間ができたかに思われる。

## キャスト
- ヘンリー・チナスキー：マット・ディロン
- ジャン：リリ・テイラー
- ローラ：マリサ・トメイ
- ジェリー：エイドリアン・シェリー
- マニー：フィッシャー・スティーヴンス
- グレース：カレン・ヤング
- ピエール：ディディエ・フラマン